# 山村アンジー
山村 アンジー（やまむら アンジー）は、日本の版画家、絵本作家。岩手県出身、埼玉県在住。パステル画や水彩画を経て、木版画家に。絵本作家としては動物をテーマとした作品を主に執筆。
2003年4月、絵本『ブサイク犬のなやみ』（新風舎）で第17回新風舎出版賞大賞受賞。2004年、『あひるのハナ』で第5回pinpoint picturebooks competition入選。『あひるきょうだい故郷へかえる』で、MOEイラスト・絵本大賞グランプリ佳作。

## 主な作品
- ブサイク犬のなやみ（2003年、新風舎）
- ブサイク犬のなやみ ポストカード（2004年、新風舎）
- あひるのハナ（2005年、新風舎）
- おひるねごろんごろん（2008年、チャイルド本社）